# Schignano
Schignano är en ort och kommun i provinsen Como i regionen Lombardiet i Italien. Kommunen hade 858 invånare (2018).